# Сазоны (Гродненская область)
Сазо́ны (бел. Сазо́ны, пол. Sazony) — деревня в Сморгонском районе Гродненской области Белоруссии.
Входит в состав Коренёвского сельсовета.
Расположена в центральной части района. Расстояние до районного центра Сморгонь по автодороге — около 12 км, до центра сельсовета деревни Корени по прямой — чуть более 9,5 км. Ближайшие населённые пункты — Красное, Харуково, Хвецевичи. Площадь занимаемой территории составляет 0,2240 км², протяжённость границ 4750 м.
Согласно переписи население деревни в 1999 году насчитывало 28 человек.
До 2008 года Сазоны входили в состав Белковщинского сельсовета.
Название происходит от антропонима Созон (бел. Сазон), потомки которого основали поселение.
Через деревню проходит автомобильная дорога местного значения Н6742 Белковщина — Аславеняты — Хвецевичи — Караваи.